# Messerkitt
Messerkitt bezeichnet verschiedene Arten von wasserfesten Kitten, die traditionell von Messermachern zum Befestigen von Messerklingen an Griffen verwendet werden. Ähnliche Kitte werden auch bei der traditionellen Herstellung von Werkzeugen, Schwertern und anderen Waffen verwendet.

## Zusammensetzung
Messerkitt bestand ursprünglich aus Baumharzen, Wachs und Füllstoffen. Als Harz wurde vornehmlich Kiefernharz (Kolophonium) verwendet. Die Beimengung von Wachs (Bienenwachs, Carnaubawachs) führt zu einem weniger spröden Kitt. Durch den Füllstoff wird das Material gestreckt, verfestigt und gegebenenfalls Feuchtigkeit gebunden. Als Füllstoffe wurden insbesondere Sägemehl, Holzkohle, Tiermist oder gemahlenen Ziegel verwendet.

## Anwendung
Der am Metallende zu befestigende Griff wird mit dem durch Wärme verflüssigten oder pulverförmigen Messerkitt gefüllt. Das Metallende wird erhitzt und bis zum Anschlag in das Messerkitt-Pulver gedrückt.
Das Metallende wird wieder entfernt, wobei verschmolzener Messerkitt haften bleibt. Das Ende wird weiter heiß gehalten und in zusätzliches Kitt-Pulver getaucht, das am geschmolzenen Kitt haften bleibt, und dann wieder in den Griff eingeführt.
Die Prozedur wird wiederholt, bis alle Hohlräume im Griff mit geschmolzenem Kitt gefüllt sind. Im letzten Schritt richtet man den Griff aus und lässt die Klinge abkühlen.
Das Metallende darf während der Prozedur nicht zu stark erhitzt werden, da sich der Messerkitt bei hohen Temperaturen zersetzt.